# Formosa TV
Formosa TV (FTV, cinese tradizionale: 民間全民電視公司) è una rete televisiva taiwanese fondata nel 1996. La sua prima trasmissione risale al 1997.

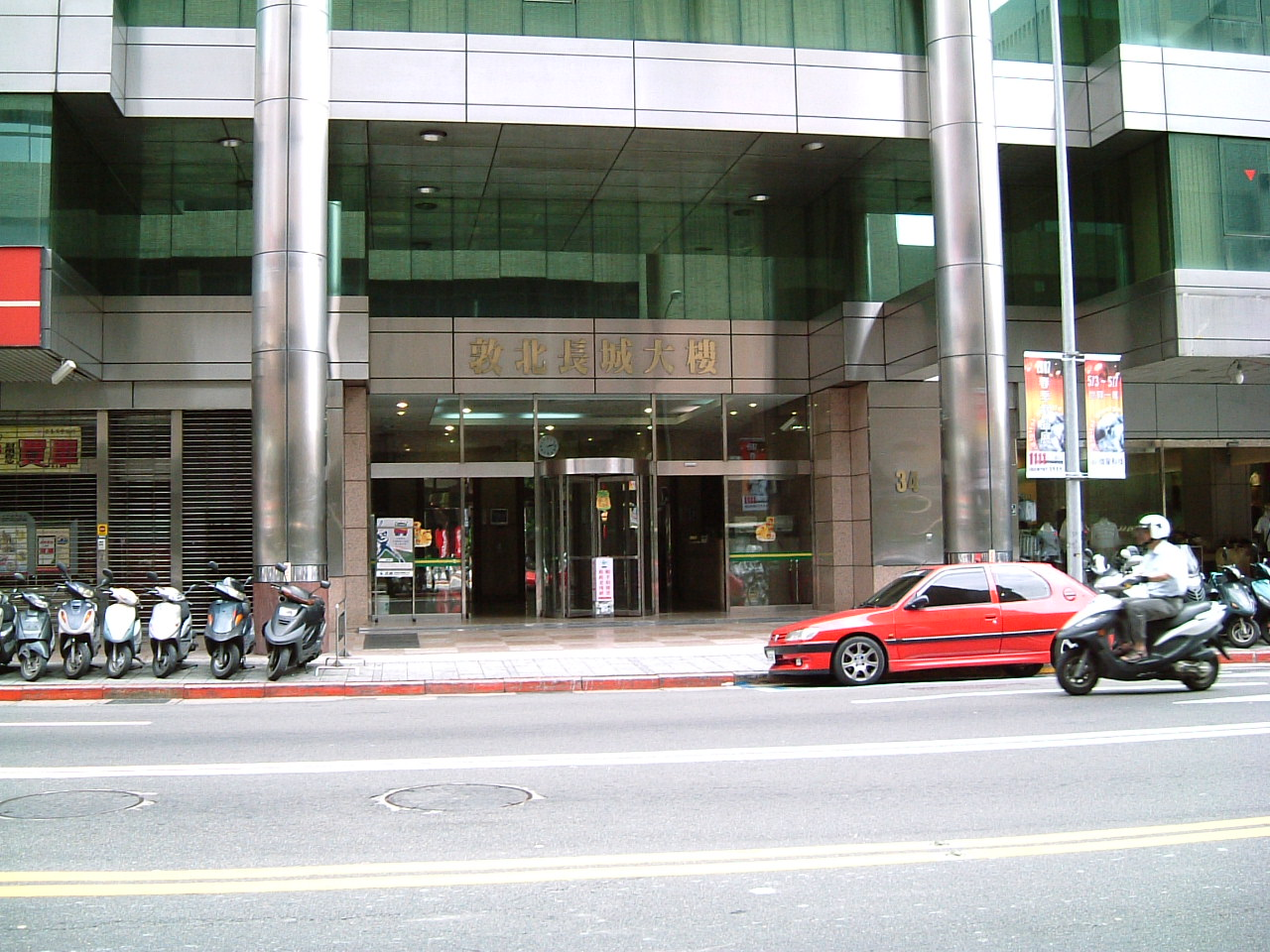
La sede di FTV a Taipei.

## Canali di FTV
- FTV Main Channel
- FTV News
- Follow Me TV